# Tour de France 2020
Die Tour de France 2020 war die 107. Austragung des wichtigsten Etappenrennens im Straßenradsport. Die Grand Tour gehörte zur UCI WorldTour 2020.
Sie sollte ursprünglich am 27. Juni in Nizza, das damit zum zweiten Mal nach 1981 Austragungsort des Grand Départ wäre, gestartet werden, und am 19. Juli 2020 in Paris auf den Champs-Elysées enden. Geplant war eine Austragung durchgängig auf französischem Boden durch sechs Regionen und 32 Départements.
Infolge der COVID-19-Pandemie wurde der ursprüngliche Austragungstermin abgesagt. Die Union Cycliste Internationale (UCI) und der Veranstalter Amaury Sport Organisation (ASO) verkündeten am 15. April 2020, dass das Rennen am 29. August beginnen und am 20. September enden solle.
Gesamtsieger wurde der Slowene Tadej Pogačar (UAE Team Emirates) mit 59 Sekunden Vorsprung auf seinen Landsmann Primož Roglič (Jumbo-Visma), von dem er das Gelbe Trikot erst mit dem Bergzeitfahren der 20. Etappe übernahm, und 3:30 Minuten vor dem Australier Richie Porte (Trek-Segafredo).
Tadej Pogačar, der zweitjüngster Tour-de-France-Sieger der Geschichte wurde, gewann außerdem drei Etappen, die Berg- und Nachwuchswertung.
Der Ire Sam Bennett (Deceuninck-Quick-Step) gewann zwei Etappen und die Punktewertung.
Das spanische Movistar Team gewann die Mannschaftswertung.
Mit der Roten Rückennummer des kämpferischsten Fahrers wurde der Schweizer Marc Hirschi (Team Sunweb) ausgezeichnet, der die 12. Etappe gewann.
Die Rote Laterne (Lanterne Rouge) für den 146. und damit letzten Platz in der Gesamtwertung ging an den Deutschen Roger Kluge (Lotto Soudal) mit einem Rückstand von 6:07:02 Stunden.

## Einfluss der COVID-19-Pandemie
Angesichts der COVID-19-Pandemie war bis Ende März 2020 noch keine Entscheidung darüber gefallen, ob und wie die Tour de France 2020 tatsächlich stattfinden würde. Die Sportministerin Roxana Mărăcineanu erklärte dazu, dass gemeinsam mit der veranstaltenden ASO als eine der möglichen Alternativen über eine „Geistertour“ ohne Zuschauer an den Straßen nachgedacht werde. Dies sei vorstellbar, weil die Einnahmen der Grande Boucle ohnehin zu einem erheblichen Teil aus den Fernsehgeldern bestehen. Dieser Erklärung widersprach der Tour-de-France-Direktor Christian Prudhomme. Der Veranstalter nannte als Deadline für die Entscheidung den 15. Mai 2020.
Zwei Tage nach einer TV-Ansprache des französischen Präsidenten Emmanuel Macron vom 13. April 2020, in der alle Großveranstaltungen bis mindestens Mitte Juli 2020 abgesagt wurden, teilten UCI und ASO mit, dass die Tour de France auf den Zeitraum vom 29. August bis zum 20. September 2020 verschoben werde.
Als weitere Pandemie-Folge fand zusätzlich zu der später stattfindenden Tour de France eine virtuelle Rundfahrt aus sechs Etappen statt, die auf drei Wochenenden verteilt waren, beginnend ab dem 4. Juli 2020. Veranstalter war neben der ASO die Trainingsplattform Zwift. Es nahmen 23 Männer- und 16 Frauenteams teil. Die Mannschaften durften zwischen den Etappen die Aufstellungen wechseln. Es gab eine Gesamt-, Punkte-, Berg- und Nachwuchswertung für die teilnehmenden Mannschaften.
Zur Vermeidung von Infektionen wurden die verschiedenen Teams in „Blasen“ separiert, die sich nur im Rennen begegnen. Es galt außerhalb des Rennens eine umfassende Pflicht, Gesichtsmasken zu tragen. Im Falle eines COVID-19-Verdachtfalls sollte der betreffende Fahrer oder Betreuer ausgeschlossen werden; bei zwei Fällen innerhalb von sieben Tagen das gesamte Team.

## Teams und Fahrer
Nach dem Reglement der Union Cycliste Internationale waren die 19 UCI WorldTeams zum Start berechtigt und verpflichtet. Als bestes UCI ProTeam in der Weltrangliste hatte sich Total Direct Énergie für die Teilnahme qualifiziert. Der Veranstalter Amaury Sport Organisation vergab außerdem Wildcards an die französischen ProTeams Arkéa-Samsic und die erstmals startende Mannschaft B&B Hotels-Vital Concept.
| WorldTeams (19)- AG2R La Mondiale - Astana - Bahrain McLaren - Bora-Hansgrohe - CCC Team - Cofidis - Deceuninck-Quick Step - EF Pro Cycling - Groupama-FDJ - Israel Start-Up Nation - Lotto Soudal - Mitchelton-Scott - Movistar Team - NTT Pro Cycling - Ineos Grenadiers - Jumbo-Visma - Team Sunweb - UAE Team Emirates - Trek-Segafredo ProTeams (3)- Arkéa-Samsic - B&B Hotels-Vital Concept p/b KTM - Total Direct Énergie |
| |

## Strecke
Die 107. Tour-de-France Strecke war 3470 Kilometer lang und in 21 Etappen unterteilt, darunter ein Einzelzeitfahren als 20. Etappe. Auf der Strecke lagen 29 Bergwertungsabnahmen der hors categorie, 1. und 2. Kategorie, davon sind sechs Bergankünfte. Die Tour führte wie jedes Jahr durchs Hochgebirge, im Jahr 2020 fuhren die Fahrer durch die Alpen, das Zentralmassiv, die Pyrenäen, das Jura und die Vogesen.
Bei der Tour de France 2020 gab es neun Flachetappen, drei hügelige Etappen, acht Gebirgsetappen mit vier Bergankünften (Orcières-Merlette, Puy Mary, Col du Grand Colombier, Méribel Col de la Loze), ein Einzelzeitfahren und zwei Ruhetage.
Darüber hinaus sind vier neue Anstiege ins Programm aufgenommen worden:
- Col de la Lusette (Zentralmassiv)
- Suc au May (Zentralmassiv)
- Col de la Hourcère (Pyrenäen)
- Col de la Loze (Alpen)

Der Col de la Madeleine wurde über eine neue Strecke angefahren.
Während der diesjährigen Rundfahrt wurden zwölf neue Etappenstädte und -orte angefahren:
- Le Teil (Start der 6. Etappe)
- Mont Aigoual (Zieleinfahrt der 6. Etappe)
- Cazères-sur-Garonne (Start der 8. Etappe)
- Saint-Martin-de-Ré (Zieleinfahrt der 10. Etappe)
- Châtelaillon-Plage (Start der 11. Etappe)
- Chauvigny (Start der 12. Etappe)
- Châtel-Guyon (Start der 13. Etappe)
- Puy Mary (Zieleinfahrt der 13. Etappe)
- Grand Colombier (Zieleinfahrt der 15. Etappe)
- La Roche-sur-Foron (Zieleinfahrt der 18. Etappe)
- Lure (Start der 20. Etappe)
- Mantes-la-Jolie (Start der 21. Etappe)[4]

### Grand Départ
Der Grand Départ fand zum zweiten Mal nach 1981 in Nizza statt. Die südfranzösische Hafenstadt war sowohl Start- als auch Zielort der ersten beiden Etappen. Die erste Etappe war als Flachetappe konzipiert, die zweite als Bergetappe. Außerdem war Nizza Startort der dritten Etappe. Nizza war bereits 36 mal Austragungsort und Gastgeber der Tour de France.

### Etappenliste
| Etappe     | Datum    | Etappenorte                       | type              | Länge (km) | Höhenmeter (m) | Etappensieger          | Gesamtführender    |
| ---------- | -------- | --------------------------------- | ----------------- | ---------- | -------------- | ---------------------- | ------------------ |
| 1. Etappe  | 29. Aug. | Nizza – Nizza                     | Flachetappe       | 156        | 1.596 m        | Alexander Kristoff     | Alexander Kristoff |
| 2. Etappe  | 30. Aug. | Nizza – Nizza                     | Hochgebirgsetappe | 186        | 4.044 m        | Julian Alaphilippe     | Julian Alaphilippe |
| 3. Etappe  | 31. Aug. | Nizza – Sisteron                  | Flachetappe       | 198        | 2.978 m        | Caleb Ewan             | Julian Alaphilippe |
| 4. Etappe  | 1. Sep.  | Sisteron – Orcières Merlette 1850 | Hügelige Etappe   | 160,5      | 3.200 m        | Primož Roglič          | Julian Alaphilippe |
| 5. Etappe  | 2. Sep.  | Gap – Privas                      | Flachetappe       | 183        | 1.388 m        | Wout van Aert          | Adam Yates         |
| 6. Etappe  | 3. Sep.  | Le Teil – Mont Aigoual            | Hügelige Etappe   | 191        | 3.087 m        | Alexei Luzenko         | Adam Yates         |
| 7. Etappe  | 4. Sep.  | Millau – Lavaur                   | Flachetappe       | 168        | 2.007 m        | Wout van Aert          | Adam Yates         |
| 8. Etappe  | 5. Sep.  | Cazères – Loudenvielle            | Hochgebirgsetappe | 141        | 3.821 m        | Nans Peters            | Adam Yates         |
| 9. Etappe  | 6. Sep.  | Pau – Laruns                      | Hochgebirgsetappe | 153        | 3.500 m        | Tadej Pogačar          | Primož Roglič      |
|            | 7. Sep.  | Ruhetag in Charente-Maritime      | Ruhetag           |            |                |                        |                    |
| 10. Etappe | 8. Sep.  | île d'Oléron – Île de Ré          | Flachetappe       | 168,5      | 528 m          | Sam Bennett            | Primož Roglič      |
| 11. Etappe | 9. Sep.  | Châtelaillon-Plage – Poitiers     | Flachetappe       | 167,5      | 1.004 m        | Caleb Ewan             | Primož Roglič      |
| 12. Etappe | 10. Sep. | Chauvigny – Sarran                | Hügelige Etappe   | 218        | 3.389 m        | Marc Hirschi           | Primož Roglič      |
| 13. Etappe | 11. Sep. | Châtel-Guyon – Puy Mary           | Hochgebirgsetappe | 191,5      | 4.459 m        | Daniel Felipe Martínez | Primož Roglič      |
| 14. Etappe | 12. Sep. | Clermont-Ferrand – Lyon           | Flachetappe       | 194        | 2.646 m        | Søren Kragh Andersen   | Primož Roglič      |
| 15. Etappe | 13. Sep. | Lyon – Grand Colombier            | Hochgebirgsetappe | 174,5      | 2.734 m        | Tadej Pogačar          | Primož Roglič      |
|            | 14. Sep. | Ruhetag in Isère                  | Ruhetag           |            |                |                        |                    |
| 16. Etappe | 15. Sep. | La Tour-du-Pin – Villard-de-Lans  | Hochgebirgsetappe | 164        | 3.903 m        | Lennard Kämna          | Primož Roglič      |
| 17. Etappe | 16. Sep. | Grenoble – Col de la Loze         | Hochgebirgsetappe | 170        | 4.430 m        | Miguel Ángel López     | Primož Roglič      |
| 18. Etappe | 17. Sep. | Méribel – La Roche-sur-Foron      | Hochgebirgsetappe | 175        | 5.166 m        | Michał Kwiatkowski     | Primož Roglič      |
| 19. Etappe | 18. Sep. | Bourg-en-Bresse – Champagnole     | Flachetappe       | 166,5      | 2.208 m        | Søren Kragh Andersen   | Primož Roglič      |
| 20. Etappe | 19. Sep. | Lure – Planche des Belles Filles  | Bergzeitfahren    | 36,2       | 962 m          | Tadej Pogačar          | Tadej Pogačar      |
| 21. Etappe | 20. Sep. | Mantes-la-Jolie – Paris           | Flachetappe       | 122        | 788 m          | Sam Bennett            | Tadej Pogačar      |

## Reglement und Preisgeld
Das Rennen wurde nach dem Reglement der Union Cycliste Internationale (UCI) für Etappenrennen ausgetragen. Der Veranstalter Amaury Sport Organisation legte im Einklang hiermit ein Sonderreglement fest, aus dem sich die Höhe der Preisgelder und die Kriterien für die Vergabe der Sonderwertungen ergeben (die Gesamtwertung und die Mannschaftswertung ergeben sich aus dem Reglement der UCI), wie nachfolgend beschrieben.

### Etappenkoeffizienten und Karenzzeit
Der Veranstalter wies den Etappen sechs Koeffizienten zu, die der Berechnung der Karenzzeit zugrunde gelegt wurden:
- Koeffizient 1: Etappen ohne besondere Schwierigkeit (1., 5., 7., 10., 11., 19., 21. Etappe) mit einer Karenzzeit zwischen 4 % bei einer Siegergeschwindigkeit unter 36 km/h und 12 % bei einer Siegergeschwindigkeit über 50 km/h,
- Koeffizient 2: Etappen mit "rauem" Terrain (3. und 14. Etappe) mit einer Karenzzeit zwischen 6 % bei einer Siegergeschwindigkeit unter 35 km/h und 18 % bei einer Siegergeschwindigkeit über 46 km/h,
- Koeffizient 3: Etappen auf sehr rauem Terrain (2., 4., 6., 12. und 16. Etappe) mit einer Karenzzeit zwischen 10 % bei einer Siegergeschwindigkeit unter 35 km/h und 20 % bei einer Siegergeschwindigkeit über 44 km/h,
- Koeffizient 4: sehr schwere Etappen (13., 15., 17. und 18. Etappe) mit einer Karenzzeit zwischen 7 % bei einer Siegergeschwindigkeit unter 30 km/h und 18 % bei einer Siegergeschwindigkeit über 40 km/h,
- Koeffizient 5: sehr schwere, kurze Etappen (8. und 9. Etappe) mit einer Karenzzeit zwischen 10 % bei einer Siegergeschwindigkeit unter 29 km/h und 18 % bei einer Siegergeschwindigkeit über 36 km/h sowie
- Koeffizient 6: Einzelzeitfahren (20. Etappe) mit einer Karenzzeit von 25 % der Zeit des Siegers.

Die Jury konnte in Ausnahmefällen Fahrer im Rennen belassen, welche die Karenzzeit überschritten haben. Diese Fahrer hätten jedoch alle in der Punkte- und Bergwertung errungenen Punkte verloren.
Die Etappenkoeffizienten waren auch bedeutend für die Anzahl der bei Etappenankünften vergebenen Punkte in der Punktewertung.

### Gesamtwertung
Der Führende der Gesamtwertung trug das Gelbe Trikot (maillot jaune). Die Gesamtwertung ergab sich wie stets bei internationalen Etappenrennen aus der Addition der gefahrenen Zeiten. Zusätzlich gab es bei den Etappen – außer der Zeitfahretappe – 10, 6 und 4 Sekunden Zeitbonifikation. Weitere Zeitbonifikationen in Höhe von 8, 5 und 2 Sekunden gab es bei den Bonussprints der 2., 6., 8., 9., 12., 13., 16. und 18. Etappe.

### Punktewertung
Der Führende der Punktewertung trug das Grüne Trikot (maillot vert). Die Punkte für diese Wertung wurden bei Etappenzielen entsprechend der Schwierigkeit und Art der Etappe (→Koeffizient) und Zwischensprints wie folgt vergeben:
| Platzierung                                                    | 1. | 2. | 3. | 4. | 5. | 6. | 7. | 8. | 9. | 10. | 11. | 12. | 13. | 14. | 15. |
| -------------------------------------------------------------- | -- | -- | -- | -- | -- | -- | -- | -- | -- | --- | --- | --- | --- | --- | --- |
| Etappen 1, 3, 5, 7, 10, 11, 14, 19, 21 (Koeffizienten 1 und 2) | 50 | 30 | 20 | 18 | 16 | 14 | 12 | 10 | 8  | 7   | 6   | 5   | 4   | 3   | 2   |
| Etappen 2, 4, 6, 12, 16 (Koeffizient 3)                        | 30 | 25 | 22 | 19 | 17 | 15 | 13 | 11 | 9  | 7   | 6   | 5   | 4   | 3   | 2   |
| Etappen 8, 9, 13, 15, 17, 18, 20 (Koeffizienten 4, 5, 6)       | 20 | 17 | 15 | 13 | 11 | 10 | 9  | 8  | 7  | 6   | 5   | 4   | 3   | 2   | 1   |
| Zwischensprints                                                | 20 | 17 | 15 | 13 | 11 | 10 | 9  | 8  | 7  | 6   | 5   | 4   | 3   | 2   | 1   |

### Bergwertung
Der Führende der Bergwertung trug das Gepunktete Trikot (maillot à pois). Die Punkte für diese Wertung wurden auf den Überfahrten der vom Veranstalter kategorisierten Anstiege wie folgt vergeben:
| Platzierung                     | 1. | 2. | 3. | 4. | 5. | 6. | 7. | 8. |  |
| ------------------------------- | -- | -- | -- | -- | -- | -- | -- | -- |  |
| Hors Catégorie (Col de la Loze) | 40 | 30 | 24 | 20 | 16 | 12 | 8  | 4  |  |
| Hors Catégorie                  | 20 | 15 | 12 | 10 | 8  | 6  | 4  | 2  |  |
| 1. Kategorie                    | 10 | 8  | 6  | 4  | 2  | 1  |    |    |  |
| 2. Kategorie                    | 5  | 3  | 2  | 1  |    |    |    |    |  |
| 3. Kategorie                    | 2  | 1  |    |    |    |    |    |    |  |
| 4. Kategorie                    | 1  |    |    |    |    |    |    |    |  |

Souvenir Henri Desgrange
Der erste Fahrer auf dem Gipfel des Col de Loze (17. Etappe) wurde mit dem Souvenir Henri Desgrange ausgezeichnet.

### Nachwuchswertung
Der Führende der Nachwuchswertung trug das Weiße Trikot (maillot blanc). Die Nachwuchswertung berechnete sich wie die Gesamtwertung. In der Nachwuchswertung wurden alle seit dem 1. Januar 1995 geborenen Fahrer erfasst.

### Mannschaftswertung
Die Führenden der Mannschaftswertung trugen eine gelbe Rückennummer. Die Mannschaftswertung berechnete sich aus den Zeiten der drei ersten Fahrer eines Teams auf jeder Etappe.

### Kämpferischster Fahrer
Eine Jury zeichnete am Ende einer Etappe und am Ende der Tour de France einen Fahrer mit der Roten Rückennummer als kämpferischsten Fahrer aus. Ausgenommen waren das Einzelzeitfahren und die Schlussetappe.

### Preisgelder
Die Preisgelder beliefen sich auf eine Gesamtsumme von 2.293.000 Euro. Davon wurden 1.138.800 Euro für das Gesamtklassement, 601.650 Euro für die Etappenwertungen, 178.800 Euro für die Mannschaftswertung, 131.000 Euro für die Punktewertung, 113.250 Euro für die Bergwertung, 66.000 Euro für die Nachwuchswertung, 58.000 Euro für die Wertungen um den kämpferischsten Fahrer sowie 5.000 Euro für die Sonderwertung (Souvenir Henri Desgrange) verwendet.
| Platzierung            | 1.        | 2.        | 3.        | 4.       | 5.       | 6.       | 7.       | 8. Anm. | Führung |
| ---------------------- | --------- | --------- | --------- | -------- | -------- | -------- | -------- | ------- | ------- |
| Gesamtwertung          | 500.000 € | 200.000 € | 100.000 € | 70.000 € | 50.000 € | 23.000 € | 11.500 € | 7600 €  | 500 €   |
| Punktewertung          | 025.000 € | 015.000 € | 010.000 € | 04000 €  | 03500 €  | 03000 €  | 02500 €  | 2000 €  | 300 €   |
| Bergwertung            | 025.000 € | 015.000 € | 010.000 € | 04000 €  | 03500 €  | 03000 €  | 02500 €  | 2000 €  | 300 €   |
| Nachwuchswertung       | 020.000 € | 015.000 € | 010.000 € | 05000 €  | —        | —        | —        | —       | 300 €   |
| Mannschaftswertung     | 050.000 € | 030.000 € | 020.000 € | 12.000 € | 08000 €  | —        | —        | —       | —       |
| Kämpferischster Fahrer | 020.000 € | —         | —         | —        | —        | —        | —        | —       | —       |

| Platzierung                | 1.       | 2.     | 3.     | Anmerkung                                |
| -------------------------- | -------- | ------ | ------ | ---------------------------------------- |
| Etappenwertung             | 11.000 € | 5500 € | 2800 € | gestaffelt bis zum 20. Platz (300 €)     |
| Zwischensprints            | 01500 €  | 1000 € | 0500 € | 20 Zwischensprints während der Tour      |
| Bergwertung hors categorie | 00800 €  | 0450 € | 0300 € | 05 Wertungen während der Tour            |
| Bergwertung Kat. 1         | 00650 €  | 0400 € | 0150 € | 16 Wertungen während der Tour            |
| Bergwertung Kat. 2         | 00500 €  | 0250 € | —      | 8 Wertungen während der Tour             |
| Bergwertung Kat. 3         | 00300 €  | —      | —      | 21 Wertungen während der Tour            |
| Bergwertung Kat. 4         | 00200 €  | —      | —      | 15 Wertungen während der Tour            |
| Nachwuchsfahrer            | 00500 €  | —      | —      | schnellster Nachwuchsfahrer der Etappe   |
| Kämpferischster Fahrer     | 0 2000 € | —      | —      | ausgenommen Zeitfahren und Schlussetappe |
| Mannschaft                 | 02800 €  | —      | —      | schnellste Mannschaft der Etappe         |

## Wertungen im Tourverlauf
Die Tabelle zeigt den Führenden in der jeweiligen Wertung bzw. die Träger der Wertungstrikots oder farbigen Rückennummern am Ende der jeweiligen Etappe an. Eine detailliertere Übersicht über die Platzierungen nach einer Etappe bieten die einzelnen Etappenartikel, die in der ersten Spalte verlinkt sind.
| Etappe | Gesamtwertung            | Punktewertung                | Bergwertung             | Nachwuchswertung            | Teamwertung    | Kämpferischster Fahrer      |
| ------ | ------------------------ | ---------------------------- | ----------------------- | --------------------------- | -------------- | --------------------------- |
| 1.     | Alexander Kristoff (UAD) | Alexander Kristoff (UAD) (a) | Fabien Grellier (TDE)   | Mads Pedersen (TFS)         | Trek-Segafredo | Michael Schär (CCC)         |
| 2.     | Julian Alaphilippe (DQT) | Alexander Kristoff (UAD) (a) | Benoît Cosnefroy (ALM)  | Marc Hirschi (SUN)          | Trek-Segafredo | Benoît Cosnefroy (ALM)      |
| 3.     | Julian Alaphilippe (DQT) | Peter Sagan (BOH)            | Benoît Cosnefroy (ALM)  | Marc Hirschi (SUN)          | Trek-Segafredo | Jérôme Cousin (TDE)         |
| 4.     | Julian Alaphilippe (DQT) | Peter Sagan (BOH)            | Benoît Cosnefroy (ALM)  | Tadej Pogačar (UAD)         | EF Pro Cycling | Krists Neilands (ISN)       |
| 5.     | Adam Yates (MTS)         | Sam Bennett (DQT)            | Benoît Cosnefroy (ALM)  | Tadej Pogačar (UAD)         | EF Pro Cycling | Wout Poels (TBM)            |
| 6.     | Adam Yates (MTS)         | Sam Bennett (DQT)            | Benoît Cosnefroy (ALM)  | Tadej Pogačar (UAD)         | EF Pro Cycling | Nicolas Roche (SUN)         |
| 7.     | Adam Yates (MTS)         | Peter Sagan (BOH)            | Benoît Cosnefroy (ALM)  | Egan Bernal (INS)           | EF Pro Cycling | Daniel Oss (BOH)            |
| 8.     | Adam Yates (MTS)         | Peter Sagan (BOH)            | Benoît Cosnefroy (ALM)  | Egan Bernal (INS)           | EF Pro Cycling | Nans Peters (ALM)           |
| 9.     | Primož Roglič (TJV)      | Peter Sagan (BOH)            | Benoît Cosnefroy (ALM)  | Egan Bernal (INS)           | Movistar Team  | Marc Hirschi (SUN)          |
| 10.    | Primož Roglič (TJV)      | Sam Bennett (DQT)            | Benoît Cosnefroy (ALM)  | Egan Bernal (INS)           | Movistar Team  | Stefan Küng (GFC)           |
| 11.    | Primož Roglič (TJV)      | Sam Bennett (DQT)            | Benoît Cosnefroy (ALM)  | Egan Bernal (INS)           | Movistar Team  | Matthieu Ladagnous (GFC)    |
| 12.    | Primož Roglič (TJV)      | Sam Bennett (DQT)            | Benoît Cosnefroy (ALM)  | Egan Bernal (INS)           | Movistar Team  | Marc Hirschi (SUN)          |
| 13.    | Primož Roglič (TJV)      | Sam Bennett (DQT)            | Benoît Cosnefroy (ALM)  | Tadej Pogačar (UAD) (b) (d) | EF Pro Cycling | Maximilian Schachmann (BOH) |
| 14.    | Primož Roglič (TJV)      | Sam Bennett (DQT)            | Benoît Cosnefroy (ALM)  | Tadej Pogačar (UAD) (b) (d) | EF Pro Cycling | Stefan Küng (GFC)           |
| 15.    | Primož Roglič (TJV)      | Sam Bennett (DQT)            | Benoît Cosnefroy (ALM)  | Tadej Pogačar (UAD) (b) (d) | Movistar Team  | Pierre Rolland (BVC)        |
| 16.    | Primož Roglič (TJV)      | Sam Bennett (DQT)            | Benoît Cosnefroy (ALM)  | Tadej Pogačar (UAD) (b) (d) | Movistar Team  | Richard Carapaz (INS)       |
| 17.    | Primož Roglič (TJV)      | Sam Bennett (DQT)            | Tadej Pogačar (UAD)     | Tadej Pogačar (UAD) (b) (d) | Movistar Team  | Julian Alaphilippe (DQT)    |
| 18.    | Primož Roglič (TJV)      | Sam Bennett (DQT)            | Richard Carapaz (INS)   | Tadej Pogačar (UAD) (b) (d) | Movistar Team  | Marc Hirschi (SUN)          |
| 19.    | Primož Roglič (TJV)      | Sam Bennett (DQT)            | Richard Carapaz (INS)   | Tadej Pogačar (UAD) (b) (d) | Movistar Team  | Rémi Cavagna (DQT)          |
| 20.    | Tadej Pogačar (UAD)      | Sam Bennett (DQT)            | Tadej Pogačar (UAD) (c) | Tadej Pogačar (UAD) (b) (d) | Movistar Team  | nicht vergeben              |
| 21.    | Tadej Pogačar (UAD)      | Sam Bennett (DQT)            | Tadej Pogačar (UAD) (c) | Tadej Pogačar (UAD) (b) (d) | Movistar Team  | nicht vergeben              |
| Sieger | Tadej Pogačar (UAD)      | Sam Bennett (DQT)            | Tadej Pogačar (UAD)     | Tadej Pogačar (UAD)         | Movistar Team  | Marc Hirschi (SUN)          |

## Endergebnisse

### Gesamtwertung
| \| Gesamtwertung \| Gesamtwertung \| Gesamtwertung \| Gesamtwertung \| Gesamtwertung \| \| Fahrer \| Fahrer \| Land \| Team \| Zeit \| \| ------------- \| --------------------- \| ---------------------- \| -------------------------------- \| ----------------- \| \| 1. \| Tadej Pogačar \| Slowenien \| UAE Team Emirates \| 87 h 20 min 05 s \| \| 2. \| Primož Roglič \| Slowenien \| Jumbo-Visma \| + 59 s \| \| 3. \| Richie Porte \| Australien \| Trek-Segafredo \| + 3 min 30 s \| \| 4. \| Mikel Landa \| Spanien \| Bahrain McLaren \| + 5 min 58 s \| \| 5. \| Enric Mas \| Spanien \| Movistar Team \| + 6 min 07 s \| \| 6. \| Miguel Ángel López \| Kolumbien \| Astana \| + 6 min 47 s \| \| 7. \| Tom Dumoulin \| Niederlande \| Jumbo-Visma \| + 7 min 48 s \| \| 8. \| Rigoberto Urán \| Kolumbien \| EF Pro Cycling \| + 8 min 02 s \| \| 9. \| Adam Yates \| Vereinigtes Königreich \| Mitchelton-Scott \| + 9 min 25 s \| \| 10. \| Damiano Caruso \| Italien \| Bahrain McLaren \| + 14 min 03 s \| \| 11. \| Guillaume Martin \| Frankreich \| Cofidis \| + 16 min 56 s \| \| 12. \| Alejandro Valverde \| Spanien \| Movistar Team \| + 17 min 41 s \| \| 13. \| Richard Carapaz \| Ecuador \| Ineos Grenadiers \| + 25 min 53 s \| \| 14. \| Warren Barguil \| Frankreich \| Arkéa-Samsic \| + 31 min 04 s \| \| 15. \| Sepp Kuss \| Vereinigte Staaten \| Jumbo-Visma \| + 42 min 20 s \| \| 16. \| Pello Bilbao \| Spanien \| Bahrain McLaren \| + 55 min 56 s \| \| 17. \| Nairo Quintana \| Kolumbien \| Arkéa-Samsic \| + 1 h 03 min 07 s \| \| 18. \| Pierre Rolland \| Frankreich \| B&B Hotels-Vital Concept p/b KTM \| + 1 h 08 min 26 s \| \| 19. \| Carlos Verona \| Spanien \| Movistar Team \| + 1 h 19 min 54 s \| \| 20. \| Wout van Aert \| Belgien \| Jumbo-Visma \| + 1 h 20 min 31 s \| \| 21. \| Marc Soler \| Spanien \| Movistar Team \| + 1 h 31 min 53 s \| \| 22. \| Gorka Izagirre \| Spanien \| Astana \| + 1 h 36 min 12 s \| \| 23. \| Esteban Chaves \| Kolumbien \| Mitchelton-Scott \| + 1 h 38 min 45 s \| \| 24. \| Sébastien Reichenbach \| Schweiz \| Groupama-FDJ \| + 1 h 39 min 27 s \| \| 25. \| Kenny Elissonde \| Frankreich \| Trek-Segafredo \| + 1 h 40 min 06 s \| |                       |                        |                                  |                   |
| |                       |                        |                                  |                   |
| Quelle: ProCyclingStats |                       |                        |                                  |                   |
| Gesamtwertung |                       |                        |                                  |                   |
| Fahrer | Fahrer                | Land                   | Team                             | Zeit              |
| 1. | Tadej Pogačar         | Slowenien              | UAE Team Emirates                | 87 h 20 min 05 s  |
| 2. | Primož Roglič         | Slowenien              | Jumbo-Visma                      | + 59 s            |
| 3. | Richie Porte          | Australien             | Trek-Segafredo                   | + 3 min 30 s      |
| 4. | Mikel Landa           | Spanien                | Bahrain McLaren                  | + 5 min 58 s      |
| 5. | Enric Mas             | Spanien                | Movistar Team                    | + 6 min 07 s      |
| 6. | Miguel Ángel López    | Kolumbien              | Astana                           | + 6 min 47 s      |
| 7. | Tom Dumoulin          | Niederlande            | Jumbo-Visma                      | + 7 min 48 s      |
| 8. | Rigoberto Urán        | Kolumbien              | EF Pro Cycling                   | + 8 min 02 s      |
| 9. | Adam Yates            | Vereinigtes Königreich | Mitchelton-Scott                 | + 9 min 25 s      |
| 10. | Damiano Caruso        | Italien                | Bahrain McLaren                  | + 14 min 03 s     |
| 11. | Guillaume Martin      | Frankreich             | Cofidis                          | + 16 min 56 s     |
| 12. | Alejandro Valverde    | Spanien                | Movistar Team                    | + 17 min 41 s     |
| 13. | Richard Carapaz       | Ecuador                | Ineos Grenadiers                 | + 25 min 53 s     |
| 14. | Warren Barguil        | Frankreich             | Arkéa-Samsic                     | + 31 min 04 s     |
| 15. | Sepp Kuss             | Vereinigte Staaten     | Jumbo-Visma                      | + 42 min 20 s     |
| 16. | Pello Bilbao          | Spanien                | Bahrain McLaren                  | + 55 min 56 s     |
| 17. | Nairo Quintana        | Kolumbien              | Arkéa-Samsic                     | + 1 h 03 min 07 s |
| 18. | Pierre Rolland        | Frankreich             | B&B Hotels-Vital Concept p/b KTM | + 1 h 08 min 26 s |
| 19. | Carlos Verona         | Spanien                | Movistar Team                    | + 1 h 19 min 54 s |
| 20. | Wout van Aert         | Belgien                | Jumbo-Visma                      | + 1 h 20 min 31 s |
| 21. | Marc Soler            | Spanien                | Movistar Team                    | + 1 h 31 min 53 s |
| 22. | Gorka Izagirre        | Spanien                | Astana                           | + 1 h 36 min 12 s |
| 23. | Esteban Chaves        | Kolumbien              | Mitchelton-Scott                 | + 1 h 38 min 45 s |
| 24. | Sébastien Reichenbach | Schweiz                | Groupama-FDJ                     | + 1 h 39 min 27 s |
| 25. | Kenny Elissonde       | Frankreich             | Trek-Segafredo                   | + 1 h 40 min 06 s |

### Punktewertung
| Punktewertung | Punktewertung        | Punktewertung | Punktewertung                    | Punktewertung |
| Fahrer        | Fahrer               | Land          | Team                             | Punkte        |
| ------------- | -------------------- | ------------- | -------------------------------- | ------------- |
| 1.            | Sam Bennett          | Irland        | Deceuninck-Quick Step            | 380 P.        |
| 2.            | Peter Sagan          | Slowakei      | Bora-Hansgrohe                   | 284 P.        |
| 3.            | Matteo Trentin       | Italien       | CCC Team                         | 260 P.        |
| 4.            | Bryan Coquard        | Frankreich    | B&B Hotels-Vital Concept p/b KTM | 181 P.        |
| 5.            | Wout van Aert        | Belgien       | Jumbo-Visma                      | 174 P.        |
| 6.            | Caleb Ewan           | Australien    | Lotto-Soudal                     | 170 P.        |
| 7.            | Julian Alaphilippe   | Frankreich    | Deceuninck-Quick Step            | 150 P.        |
| 8.            | Tadej Pogačar        | Slowenien     | UAE Team Emirates                | 143 P.        |
| 9.            | Søren Kragh Andersen | Dänemark      | Team Sunweb                      | 138 P.        |
| 10.           | Michael Mørkøv       | Dänemark      | Deceuninck-Quick Step            | 138 P.        |

### Bergwertung
| Bergwertung | Bergwertung        | Bergwertung | Bergwertung                      | Bergwertung |
| Fahrer      | Fahrer             | Land        | Team                             | Punkte      |
| ----------- | ------------------ | ----------- | -------------------------------- | ----------- |
| 1.          | Tadej Pogačar      | Slowenien   | UAE Team Emirates                | 82 P.       |
| 2.          | Richard Carapaz    | Ecuador     | Ineos Grenadiers                 | 74 P.       |
| 3.          | Primož Roglič      | Slowenien   | Jumbo-Visma                      | 67 P.       |
| 4.          | Marc Hirschi       | Schweiz     | Team Sunweb                      | 62 P.       |
| 5.          | Miguel Ángel López | Kolumbien   | Astana                           | 51 P.       |
| 6.          | Benoît Cosnefroy   | Frankreich  | AG2R La Mondiale                 | 36 P.       |
| 7.          | Pierre Rolland     | Frankreich  | B&B Hotels-Vital Concept p/b KTM | 36 P.       |
| 8.          | Richie Porte       | Australien  | Trek-Segafredo                   | 36 P.       |
| 9.          | Nans Peters        | Frankreich  | AG2R La Mondiale                 | 32 P.       |
| 10.         | Lennard Kämna      | Deutschland | Bora-Hansgrohe                   | 27 P.       |

### Nachwuchswertung
| Nachwuchswertung | Nachwuchswertung       | Nachwuchswertung   | Nachwuchswertung  | Nachwuchswertung  |
| Fahrer           | Fahrer                 | Land               | Team              | Zeit              |
| ---------------- | ---------------------- | ------------------ | ----------------- | ----------------- |
| 1.               | Tadej Pogačar          | Slowenien          | UAE Team Emirates | 87 h 20 min 05 s  |
| 2.               | Enric Mas              | Spanien            | Movistar Team     | + 6 min 07 s      |
| 3.               | Valentin Madouas       | Frankreich         | Groupama-FDJ      | + 1 h 42 min 43 s |
| 4.               | Daniel Felipe Martínez | Kolumbien          | EF Pro Cycling    | + 1 h 55 min 12 s |
| 5.               | Lennard Kämna          | Deutschland        | Bora-Hansgrohe    | + 2 h 15 min 39 s |
| 6.               | Harold Tejada          | Kolumbien          | Astana            | + 2 h 37 min 02 s |
| 7.               | Niklas Eg              | Dänemark           | Trek-Segafredo    | + 2 h 50 min 04 s |
| 8.               | Marc Hirschi           | Schweiz            | Team Sunweb       | + 2 h 54 min 34 s |
| 9.               | Neilson Powless        | Vereinigte Staaten | EF Pro Cycling    | + 3 h 03 min 09 s |
| 10.              | Pavel Sivakov          | Russland           | Ineos Grenadiers  | + 4 h 15 min 38 s |

### Mannschaftswertung
| Mannschaftswertung | Mannschaftswertung | Mannschaftswertung           | Mannschaftswertung |
| Team               | Team               | Land                         | Zeit               |
| ------------------ | ------------------ | ---------------------------- | ------------------ |
| 1.                 | Movistar Team      | Spanien                      | 262 h 14 min 58 s  |
| 2.                 | Jumbo-Visma        | Niederlande                  | + 18 min 31 s      |
| 3.                 | Bahrain McLaren    | Bahrain                      | + 57 min 10 s      |
| 4.                 | EF Pro Cycling     | Vereinigte Staaten           | + 1 h 16 min 43 s  |
| 5.                 | Ineos Grenadiers   | Vereinigtes Königreich       | + 1 h 32 min 01 s  |
| 6.                 | Trek-Segafredo     | Vereinigte Staaten           | + 1 h 39 min 39 s  |
| 7.                 | Astana             | Kasachstan                   | + 1 h 47 min 15 s  |
| 8.                 | AG2R La Mondiale   | Frankreich                   | + 2 h 58 min 47 s  |
| 9.                 | UAE Team Emirates  | Vereinigte Arabische Emirate | + 3 h 06 min 46 s  |
| 10.                | Mitchelton-Scott   | Australien                   | + 3 h 25 min 10 s  |